# Post Impact
Post Impact is een Duits-Amerikaanse apocalyptische rampenfilm uit 2004 geschreven en geregisseerd door Christoph Schrewe. Hoofdrollen worden gespeeld door Dean Cain, Bettina Zimmermann, Joanna Taylor, Nigel Bennett en Hanns Zischler.

## Verhaal
Tom Parker is hoofd van de beveiligingsdienst van de Amerikaanse ambassade in Berlijn. Tijdens een gesprek met wetenschapper Gregor Starndorf en diens dochter Anna verneemt hij dat de komeet Bay-Leder 7 van zijn baan is afgeweken en op aarde zal inslaan. Gregor had eerder al SolStar-2 ontworpen, een testsatelliet die vanuit de ruimte de aarde kan voorzien van alternatieve energie. Nu blijkt dat, op vraag van Amerika, deze satelliet ook een microgolf kan uitstralen en daardoor een operationeel gevechtswapen is. SolStar-2, dat enkel vanuit een controlekamer onder het Rijksdaggebouw kan worden bestuurd, wordt ingezet om de komeet te verpulveren, maar het wapen kan deze enkel in twee doen breken. Het grootste gedeelte van de komeet wordt hierdoor afgebogen, maar het kleine deel slaat in op Rusland. Parker wordt door zijn commandant verplicht om te vluchten met een vliegtuig en krijgt niet de kans om zijn vrouw en dochter mee te nemen, hoewel hij hen beloofde om terug te keren.
De impact heeft een nucleaire winter veroorzaakt. Drie jaar later ligt gans Europa onder een dik sneeuwtapijt en is de temperatuur gedaald tot meer dan -50 graden Celsius. Zij die konden vluchten, wonen nu in Noord-Afrika waar de staat New United Northern States (NUNS) werd opgericht. NUNS achterhaalt dat SolStar-2 operationeel is alhoewel er niemand meer in het voormalige Europa zou wonen. Zij sturen een militair vliegtuig naar het oude Berlijn, maar dat vliegtuig ontploft onderweg. Tom Parker, ondertussen ontslagen, ziet de explosie en vindt de zwarte doos. Zo achterhaalt hij dat SolStar-2 de explosie heeft veroorzaakt en er dus mensen in Berlijn moeten leven. Dankzij de zwarte doos kan hij de president van NUNS, Miranda Harrison, overtuigen om hem terug aan te nemen en op missie te sturen, hoewel Tom er enkel op uit is om zijn vrouw en kind te zoeken. Verder worden ook Sarah Henley, Anna Starndorf, kolonel Waters en enkele andere soldaten aangeworven om SolStar-2 te vernietigen. Anna werd gerekruteerd omdat zij SolStar-2 kan aansturen.
Eenmaal in Berlijn worden ze onder vuur genomen. De bemanning vlucht en vindt heel wat mensen die trachten te overleven in de voormalige metrotunnels. Ook vinden ze Gregor Starndorf terug. Hij is ondertussen blind geworden. Samen met hoofdingenieur Klaus Hintze berekenden ze dat SolStar-2 wellicht de nucleaire winter kan omdraaien. Hintze, ondertussen krankzinnig, is echter misnoegd omdat hij destijds niet werd gered en wil NUNS vernietigen.
Tom, Anna, Sarah en Waters kunnen Hinze uitschakelen. Het viertal werd achtervolgd door een jong meisje. Terwijl Tom dit meisje terugbrengt, schiet Sarah Waters dood. Ze eist dat Anne SolStar-2 richt op Mekka om zo het Midden-Oosten te vernietigen. Daarvoor zal ze 10 miljoen dollar krijgen van een terroristische organisatie. Tom en Anna kunnen haar uiteindelijk ook uitschakelen. Hoewel het de bedoeling was om SolStar-2 te vernietigen, besluiten Tom en Anna om het toestel in te stellen zoals Gregor van plan was om zo de nucleaire winter ongedaan te maken.
Tom gaat naar zijn voormalige woning en vindt een afscheidsbrief van zijn vrouw waarin staat te lezen dat de nachten kouder worden. Ze is van mening dat Tom zijn belofte zal houden om hen te redden. Tom vindt hun lijken in bed en stelt vast dat ze tijdens hun slaap zijn doodgevrozen.
Eenmaal buiten blijkt dat SolStar-2 inderdaad in staat was om de permanente dikke wolken boven Duitsland te doen verdwijnen waardoor de zon terug zichtbaar is.

## Rolverdeling
| Acteur             | Personage                   |
| ------------------ | --------------------------- |
| Dean Cain          | Tom Parker                  |
| Joanna Taylor      | Sarah Henley                |
| Bettina Zimmermann | Anna Starndorf              |
| Nigel Bennett      | Preston Waters              |
| John Keogh         | Klaus Hintze                |
| Cheyenne Rushing   | Sandra Parker               |
| Hanns Zischler     | Dr. Gregor Starndorf        |
| Dulcie Smart       | president Miranda Harrisson |
| Adrienne McQueen   | Sheila Azeal                |